# Жорж Ганчев
Жорж Ганчев Ганчев (с рождено име Георги Ганчев Петрушев) е български политик, многократно кандидат за президент, народен представител, основател и председател на Българския бизнес блок), български и британски фехтовчик (състезател и треньор), британски и американски театрален и кинодеец (актьор, режисьор, сценарист, драматург, продуцент), американски и български писател. Ганчев е и бивш сътрудник на Второ главно управление на Държавна сигурност между 1970 и 1990 г. с псевдоним „Жорж“.

## Биография

### Ранен живот и образование
Шампион на България по фехтовка, играе баскетбол в „Академик“, София. Следва в Националната спортна академия при Ференц Магяр (Модьор).
В началото на 60-те години се жени за британска поданичка, емигрира в чужбина. Завършва Британската академия по фехтовка и по-късно (в САЩ) Театралния институт на Лий Страсбърг и Експерименталния филмов колеж „Шеруд Оукс“ в Холивуд.
През 1970 и 1974 г. е световен шампион по фехтовка при професионалистите. Става главен треньор на Лондонския клуб по фехтовка (1968 – 1973) и треньор на олимпийския отбор по фехтовка на Великобритания (1968, 1972).
Между 1973 и 1988 г. се изявява като режисьор, сценарист в театъра, гост-лектор в Американската академия за драматични изкуства, продуцент в киното и театъра на Англия и САЩ. Автор е на 7 филмови сценария в Холивуд, пиеси (продуцирани в Холивуд), книги и поезия, изявявал се е също и като актьор с епизодични роли в Холивуд.

### Политическа дейност
Агент на ДС, секретен сътрудник, през периода 1970 – 1990 г., във II главно управление, 19 отдел, 2 отделение.
След 10 ноември 1989 г. участва в учредяването на СДС. През 1990 г. основава партията Български бизнес блок (Бизнесблок, БББ) и остава неин първи председател до 1996 година, когато съпартийците му устройват комплот и му взимат името на партията.
Участва в президентските избори през януари 1992 г., получава 17% от гласовете, което го нарежда на 3-то място сред кандидатите на първия тур. Депутат е в XXXVII и XXXVIII народно събрание. В парламента е председател на парламентарната група на Бизнесблока (1995 – 2001), оглавявал е парламентарната Комисия за радио, телевизия и съобщения. С решение 2/1995 г. на Конституционния съд пълномощията му като народен представител са прекратени предсрочно от 13 април същата година (по време на XXXVII НС), тъй като освен българско има и американско гражданство.
| Публикувано                   | Институт         | Петър Стоянов | Богомил Бонев | Георги Първанов | Жорж Ганчев | Ренета Инджова | Петър Берон | Няма да гласуват |
| ----------------------------- | ---------------- | ------------- | ------------- | --------------- | ----------- | -------------- | ----------- | ---------------- |
| 20 септември 2001 г.          | Alpha Research   | 34.0%         | 19.0%         | 18.0%           | 3.0%        | 3.0%           | 0.5%        | 24.5%            |
| пренормирани %                | само далите глас | 43.87%        | 24.52%        | 23.22%          | 3.87%       | 3.87%          | 0.65%       |                  |
| разлика на реалните резултати | от прогнозата    | -20.33%       | -21.41%       | +56.72%         | -13.18%     | +27.13%        | +70.77%     |                  |

| \| Кандидат-президент \| Кандидат-вицепрезидент \| Издигнати от \| Гласове I тур \| % I тур \| Гласове II тур \| % II тур \| \| ----------------------- \| ---------------------- \| ----------------------------- \| ------------- \| --------- \| -------------- \| --------- \| \| Петър Берон \| Стоян Андреев \| Съюз България \| 31 394 \| 1,11% \| \| \| \| Петър Стоянов \| Нели Куцкова \| инициативен комитет \| 991 680 \| 34,95% \| 1 731 676 \| 45,87% \| \| Богомил Бонев \| Атанас Железчев \| Гражданска партия на България \| 546 801 \| 19,27% \| \| \| \| Жорж Ганчев \| Веселин Бончев \| Блокът на Жорж Ганчев \| 95 481 \| 3,36% \| \| \| \| Георги Първанов \| Ангел Марин \| Коалиция за България \| 1 032 665 \| 36,39% \| 2 043 443 \| 54,13% \| \| Ренета Инджова \| Кръстю Илов \| Демократичен алианс \| 139 680 \| 4,92% \| \| \| \| Общо: \| Общо: \| Общо: \| 2 837 701 \| 2 837 701 \| 3 775 119 \| 3 775 119 \| \| десница и център левица \| \| \| \| \| \| \| |                        |                               |               |           |                |           |
| Кандидат-президент | Кандидат-вицепрезидент | Издигнати от                  | Гласове I тур | % I тур   | Гласове II тур | % II тур  |
| Петър Берон | Стоян Андреев          | Съюз България                 | 31 394        | 1,11%     |                |           |
| Петър Стоянов | Нели Куцкова           | инициативен комитет           | 991 680       | 34,95%    | 1 731 676      | 45,87%    |
| Богомил Бонев | Атанас Железчев        | Гражданска партия на България | 546 801       | 19,27%    |                |           |
| Жорж Ганчев | Веселин Бончев         | Блокът на Жорж Ганчев         | 95 481        | 3,36%     |                |           |
| Георги Първанов | Ангел Марин            | Коалиция за България          | 1 032 665     | 36,39%    | 2 043 443      | 54,13%    |
| Ренета Инджова | Кръстю Илов            | Демократичен алианс           | 139 680       | 4,92%     |                |           |
| Общо: | Общо:                  | Общо:                         | 2 837 701     | 2 837 701 | 3 775 119      | 3 775 119 |
| десница и център левица |                        |                               |               |           |                |           |

Председател е на Националното патриотично обединение (НПО), учредено през 2004 г. НПО участва в новата Коалиция на розата, която на парламентарните избори през 2005 г. не успява да събере 4% от гласовете, за да бъде представена в парламента.
Автор, продуцент и водещ на предаването „Жорж в действие“ по „ТВ 2000“ през 2005 г., автор на стихосбирки и мемоари. Президент на Българската баскетболна асоциация (1995 – 1997). Почетен гражданин на щата Оклахома, САЩ от 1993г.
На президентските избори през 2016 г. се кандидатира за президент от Християн-социалния съюз, заедно с Кольо Парамов.. В рамките на кампанията има съмнения, че се е опитал да скрие резултати за минало си на сътрудник на Държавна сигурност при търсене в интернет като е използвал механизма „Правото да бъдеш забравен“.

### Личен живот и смърт
Той е женен за американката Уенди Ганчева, но по-късно те се развеждат. Семейството има две дъщери – Джулия и Силвана Ганчеви. До смъртта си Ганчев е женен за Валентина Шишкова (Шуши).
Той претърпява два сърдечни удара през 2018 г.
Жорж Ганчев умира на 79 години от полиорганна недостатъчност на 19 август 2019 г. в София.